# GHS Strings
GHS é uma fábrica americana de cordas para instrumentos musicais.

## História
A GHS foi fundada em 1964 no estado de Michigan, Estados Unidos e foi comprada pelo advogado Robert McFeeem 1975.

## Produtos
A GHS fabrica atualmente cordas para guitarras elétricas, baixos, violões de corda de aço, violões clássicos, bandolins, ukelelês entre outros instrumentos.
Actualmente a GHS tem investido em cordas "signature" de artistas famosos como John5, Dave Mustaine, David Gilmour, Carlos Santana e Eric Johnson, Flea, Muriel Anderson e muitos outros.